# Clara von Sivers
Clara von Sivers, née Clara Krüger le 29 octobre 1854 à Pinneberg et morte le 12 mars 1924 à Berlin, est une artiste peintre de fleurs allemande.

## Biographie

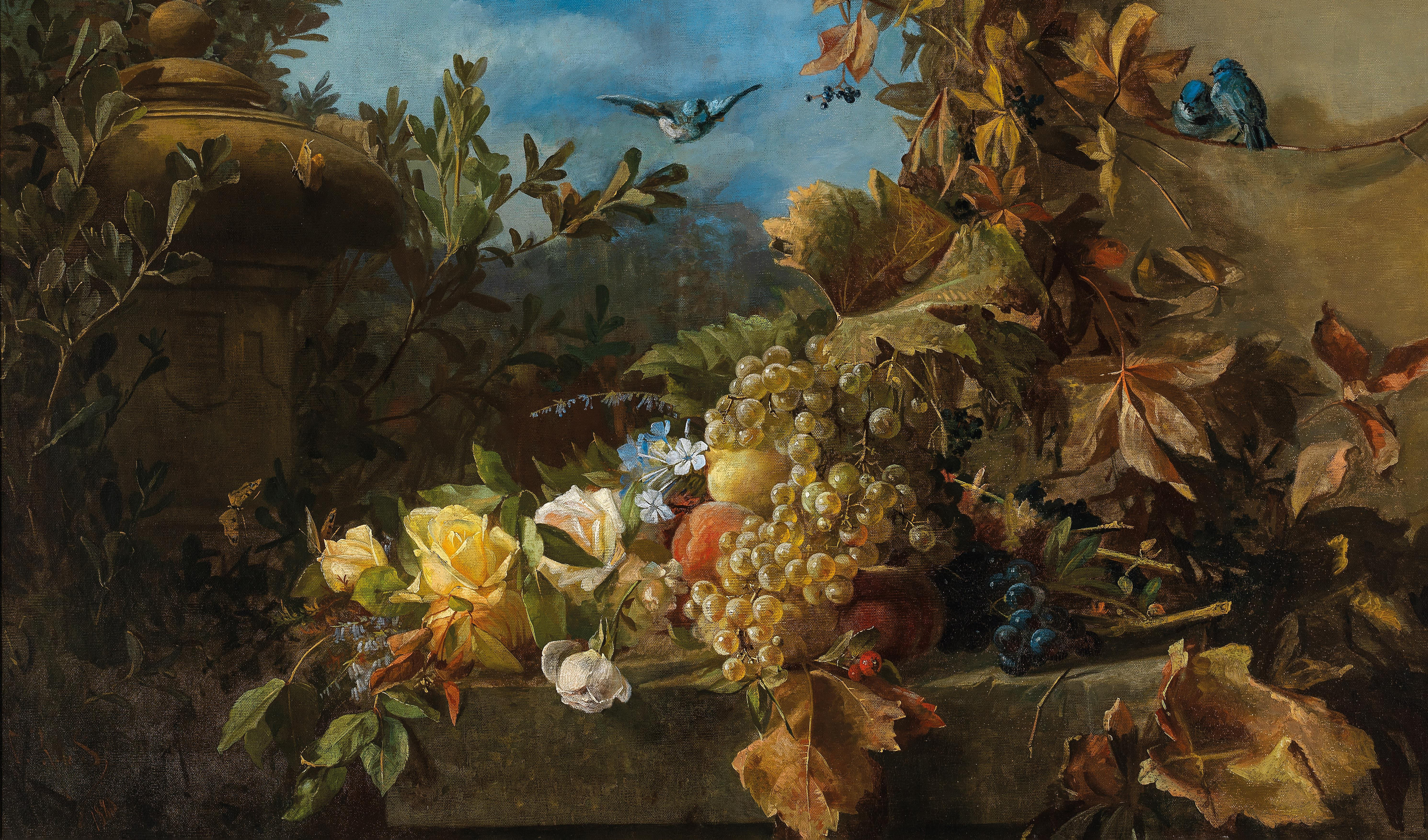
Nature morte aux fruits, 1888.

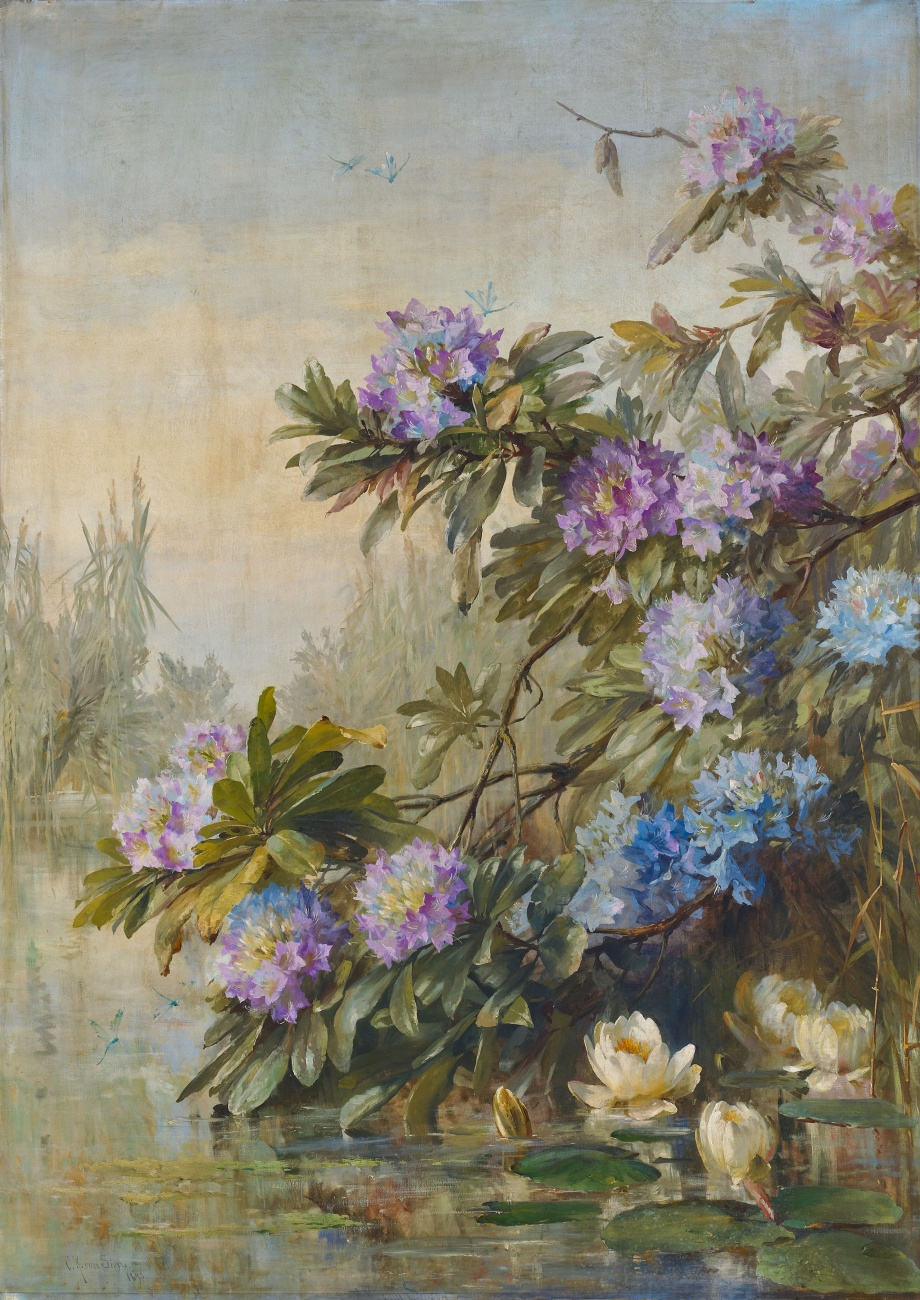
Paysage aux fleurs de printemps, 1893.

Clara Krüger naît à Pinneberg en 1854, fille de l'architecte Hermann Georg Krüger ; ses sœurs sont les peintres Rosa Krüger et Elisabeth Krüger. Sa formation artistique débute à l'âge de 15 ans. Elle étudie à l'Académie royale des beaux-arts du Danemark et à Paris, Stuttgart et Dresde. À partir de 1877, elle est représentée lors d'expositions à Dresde, Berlin et Munich. En plus des peintures de fleurs, elle peint des fruits et réalise des lithographies. En 1878, elle épouse l'officier de marine Peter Hermann Jegor von Sivers (1853-1892). Le couple vit sur le domaine de Staelenhof en Livonie puis à Andreevo près de Vitebsk dans ce qui était alors la Russie, et a un fils, Hermann von Sivers (1879–1958). En 1888, le couple se sépare.
Clara von Sivers retourne en Allemagne. Après un court séjour à Kiel, elle donne dans son atelier berlinois des cours d'art à d'autres femmes. Elle est rédactrice en chef du magazine mensuel illustré Kunstgewerbe für's Haus.
Boetticher mentionne sept tableaux de fleurs et de fruits des années 1877-1891. Un tableau de 1877 est toujours au musée de Chemnitz.